# Gasland
Gasland är en amerikansk dokumentärfilm från 2010, regisserad av Josh Fox. Filmen fokuserar på effekten av naturgasutvinning på den amerikanska landsbygden. Fox började arbeta på filmen efter att han fått ett erbjudande från ett energibolag att borra efter naturgas på hans egendom i Milanville i Pennsylvania. Gasland nominerades i kategorin Oscar för bästa dokumentärfilm.